# XXXI dinastia egizia
La XXXI dinastia si inquadra nel periodo della storia dell'antico Egitto detto Periodo tardo e copre un arco di tempo dal 343 al 332 a.C., corrispondente alla seconda dominazione persiana. I sovrani inseriti in questa dinastia sono in effetti re di Persia, l'Egitto era in pratica governato da un satrapo, tranne Khababash (inserito nell'elenco per motivi puramente cronologici) che rappresentò, forse, l'ultimo tentativo di indipendenza dell'Egitto.
| Nome          | Eusebio di Cesarea | periodo di regno    |
| ------------- | ------------------ | ------------------- |
| Artaserse III | Oco                | 343 a.C. - 338 a.C. |
| Artaserse IV  | Arses              | 338 a.C. - 335 a.C. |
| Khababash     |                    | 337 a.C. - 335 a.C. |
| Dario III     | Dario              | 335 a.C. - 332 a.C. |